# Мескита (Минас-Жерайс)
Мескита (порт. Mesquita) — муниципалитет в Бразилии, входит в штат Минас-Жерайс. Составная часть мезорегиона Вали-ду-Риу-Доси. Входит в экономико-статистический микрорегион Ипатинга. Население составляет 6493 человека на 2007 год. Занимает площадь 275,049 км². Плотность населения — 24,3 чел./км².

## История
Город основан 7 сентября 1923 года. 

## Статистика
- Валовой внутренний продукт на 2003 год составляет 18 060 242,00 реалов (данные: Бразильский институт географии и статистики).
- Валовой внутренний продукт на душу населения на 2003 год составляет 2685,54 реалов (данные: Бразильский институт географии и статистики).
- Индекс развития человеческого потенциала на 2000 год составляет 0,677 (данные: Программа развития ООН).